# Haashim Domingo
Haashim Domingo (sinh ngày 13 tháng 8 năm 1995) là một cầu thủ bóng đá người Nam Phi thi đấu cho Vitória Guimarães B.

## Sự nghiệp câu lạc bộ
Anh ra mắt chuyên nghiệp tại Giải bóng đá hạng nhất quốc gia Bồ Đào Nha cho Vitória Guimarães B vào ngày 14 tháng 2 năm 2015 trong trận đấu trước Atlético CP và ghi một bàn thắng trong màn ra mắt.